# Selección de voleibol de Rumania
La selección de voleibol de Rumanía  fue el equipo masculino representativo de voleibol de Rumanía en las competiciones internacionales organizadas por la Confederación Europea de Voleibol (CEV), la Federación Internacional de Voleibol (FIVB) o el Comité Olímpico Internacional (COI). La organización de la selección está a cargo de la Federaţia Română de Volei.

## Historia
La selección rumana de voleibol ha sido una de las selecciones más poderosas a nivel mundial hasta el 1980 con cuatro podios mundiales consecutivos entre 1956 y 1966, la victoria del Campeonato Europeo de 1963 después de los dos subcampeónatos conseguidos en 1955 y 1958 y la medalla de bronce en los  Juegos Olímpicos de Moscú 1980.
Desde la segunda mitad de los 80 sus resultados han ido empeorando hasta el punto que, en la actualidad, ya no es parte de la elite mundial (no logra clasificarse por un Mundial desde 1982 y por una Eurocopa desde 1995) disputando la Liga Europea en lugar de la Liga Mundial en la cual aún no ha jugado.